# Дубровка (Суетский район)
Дубровка — исчезнувший посёлок в Суетском районе Алтайского края России. Располагался на территории современного Верх-Суетского сельсовета. Точная дата упразднения не установлена.

## География
Располагался в 6 километрах к северо-западу от посёлка Октябрьский.

## История
Основан в 1907 году. В 1928 году посёлок Дубровка состоял из 42 хозяйств. В составе Черемуховского сельсовета Знаменского района Славгородского округа Сибирского края.

## Население
В 1926 году в посёлке проживало 223 человека (112 мужчин и 111 женщин), основное население — украинцы